# Zimmermannia liebwerdella
De beukenbastmineermot (Zimmermannia liebwerdella) is een vlinder van de familie van de dwergmineermotten (Nepticulidae). De wetenschappelijke naam van de soort is voor het eerst voorgesteld als Ectoedemia liebwerdella door Friedrich Zimmermann in een publicatie  uit 1940.

## Verspreiding
De soort komt voor in een groot deel van Europa voor, waaronder Noorwegen, Nederland, België, Frankrijk, Duitsland, Polen, Tsjechië, Slowakije, Zwitserland, Oostenrijk, Hongarije, Portugal, Spanje, Italië, Slovenië, Kroatië, Bosnië en Herzegovina, Griekenland, Europees Rusland en Turkije.

### Voorkomen in Nederland
In Nederland is de beukenbastmineermot zeer zeldzaam en komt voornamelijk in Limburg voor.

## Biologie
De rups leeft in een gang in de bast van de stam of een dikke tak van jonge tot middelgrote beuken. De rups heeft een voorkeur voor door de zon beschenen zijde van de stam. De verpopping vindt buiten de mijn plaats in een roestbruine cocon.